# Прозоровский, Иван Андреевич Пуговица
Князь Иван Андреевич Прозоровский  по прозванию Пуговица (годы рождения и смерти неизвестны) — голова и воевода в правление великих князей Василия III Ивановича и Ивана IV Васильевича.
Представитель ярославского княжеского рода Прозоровских. Второй сын князя Андрея Ивановича Прозоровского. Братья — князья Михаил Андреевич Лугвица Прозоровский и Фёдор Андреевич Прозоровский.

## Биография
В 1521 году голова в Серпухове. В 1527 году шестой воевода в Коломне, откуда велено ему идти третьим воеводой в Калугу против крымских татар (под командованием воевод князей Данилы Дмитриевича Пронского и Андрея Михайловича Курбского), а оттуда третьим же воеводой на Лужу. В 1528 году третий воевода в Нижнем Новгороде. В 1531 году второй воевода в Серпухове, а оттуда велено ему идти в Тулу. В 1532 году третий воевода под Карачевым в устье Москвы-реки.  В 1534 году первый воевода в Стародубе (при наместнике князе Фёдоре Васильевиче Овчине-Телепневе-Оболенском). В 1536 году второй воевода на реке Угра (1-й воевода — князь Данила Дмитриевич Пронский). В 1537 году первый воевода в Галиче «за городом». В 1539 году воевода на Сенкином броде на реке Ока. В 1540 году второй воевода войск левой руки в Коломне, откуда переведён вторым воеводою Большого полка на Угру, а после второй воевода в Костроме, откуда в свою очередь переведён третьим воеводой на Плёс.  В 1541 году велено ему сойдясь с князем Шуйским, быть третьим воеводою Большого полка, а во время первого прихода крымцев к Оке второй воевода в Коломне. В 1543 году первый воевода полка левой руки во Владимире. В марте 1544 года первый воевода шестого полка войск правой руки в Казанском походе. В 1547-1548 годах первый воевода Сторожевого полка в Муроме. С апреля 1549 года первый воевода восьмого Большого полка в шведском походе.  В 1550 году первый воевода Сторожевого полка в Туле. В сентябре 1551 года первый воевода двенадцатого Ертаульного полка в походе к Полоцку, а в ноябре послан третьим воеводою под Дубровну. В этом же году, в писцовой книге Деревской пятины указана запустевшая в Локотцком погосте — волостка, и в её запустении обвинялся князь Иван Андреевич Прозоровский.

## Семья
От брака с неизвестной имел детей:
- Князь Прозоровский Василий Иванович — воевода и наместник.
- Князь Прозоровский Александр Иванович — воевода, посол и дворецкий.
- Князь Прозоровский Никита Иванович — голова в Государевом полку в Казанском походе (1544), голова в Государевом полку в походе к Полоцку (1551).